# Швидкісний спуск

Швидкісний спуск — дисципліна гірськолижного спорту, змагання на швидкість спуску з гори спеціально підготовленою широкою трасою. Це найшвидший і найнебезпечніший вид гірськолижних змагань. На окремих ділянках траси спортсмени розвивають швидкість 150 км/год. На трасі зазвичай є невеличкі трампліни, на яких лижники злітають у повітря, роблячи стрибки на десятки метрів. Швидкісний спуск вимагає від спортсменів неабиякої сили й вправності, а також безстрашності.
Правила швидкісного спуску були закладені Арнольдом Лунном у 1921. Траса широка, демаркована яскравими лініями, за які лижникам дозволено виїжджати, якщо вони проходять крізь ворота, позначені прапорцями. Сніг на трасі добре утрамбований, часто политий водою або посипаний сіллю для того, щоб запобігти небезпечному розпушуванню. При цьому траса стає крижаною і ще швидшою. В особливо небезпечних місцях за межами траси встановлюються запобіжні сітки. За правилами час проходження траси повинен перевищувати 1 хв. На практиці він становить від 1 хв. 30 с до 2 хв. 30 с. Перепад висот між стартом і фінішем від 800 до 1100 м для чоловіків, і 500—800 м для жінок. На фініші спортсменів розділяють зазвичай десяті, соті, а іноді навіть тисячні долі секунди.
Швидкісний спуск входить до програми Зимових Олімпійських ігор, починаючи з Олімпіади 1948 в Санкт-Моріці.
Перший чемпіон світу у швидкісному спуску — Вальтер Прагер (1931).